# Cleveland Abbe
Cleveland Abbe (Nova Iorque, 3 de dezembro de 1838 — Chevy Chase (Maryland), 28 de outubro de 1916) foi um astrónomo e meteorologista norte-americano.
Depois dos seus estudos nos Estados Unidos e Pulkovo (Rússia), foi director do Observatório de Cincinnati. Ficou notabilizado pela organização que fez, já no segundo terço do século XX, de um serviço meteorológico sistemático, por telégrafo, em benefício do comércio.